# 土田桃雲
土田 桃雲（どた/つちだ とううん、生年不明 - 慶長5年（1600年））は、戦国時代の武将。石田三成の家臣 。諱は成久か。

## 略歴
慶長5年（1600年）、佐和山城落城の際、三成の妻子を刺し殺し、石田正継らの屍を集めて天守に火を放ち殉死したという。

## 演じた人物
- 葵 徳川三代（NHK、2000年） - 西村譲